# 広田タクシー
合資会社広田タクシー（ひろたタクシー）は福島県会津若松市に本社を置くタクシー・バス会社である。
ロンドンタクシーやアメリカのスクールバス、イギリス製のレトロ調バスなど、稀少性の高い車種での営業を特徴とする。また、ディーゼル車にはバイオディーゼル燃料を使用している。

## タクシー
- 会津若松市周辺で営業。

## 乗合バス・定期観光バス
- エコろん号（会津若松市）[1]
  - 会津若松駅前富士の湯 → 宮泉銘醸前（会津酒造歴史館） → 鶴ヶ城会館前 → 竹田綜合病院前 → 末廣酒造前 → 渋川問屋前 → 会津若松駅前富士の湯
  - 2008年10月4日 - 運行開始。会津若松市中心市街地の商店街振興会による委託事業である[2]。
- ぶらりん号（喜多方市）（季節運行）
  - 喜多方駅 → 笹屋旅館前 → 喜多方市役所 → 南町・馬車の駅 → 甲斐本家前 → 笹屋旅館前 → 喜多方蔵の里 → 喜多方駅
  - 喜多方駅 - 新宮長床
- 猿游号（季節運行）（車両はインターナショナル・ハーベスター（International Harvester）の[要出典]スクールバスで、バイオディーゼル燃料を使用している[3]。）
  - 湯野上温泉駅 - 大内宿入口

### 廃止となった乗合バス
- マスコットくん（季節運行・予約制）
  - 東山温泉観光協会（会津若松方面行は鶴ヶ城会館） - 会津若松駅 - 喜多方駅 - 熱塩温泉（日中線記念館） - 小野川温泉 - 上杉神社 - 米沢駅

2015年度は運行をおこなわず、廃止となった。